# Felix Kammerer
Felix Kammerer (Wenen, 4 april 1995) is een Oostenrijks acteur.

## Biografie
In 2015 begon hij te studeren aan de Hochschule für Schauspielkunst Ernst Busch in Berlijn, waar hij in 2019 afstudeerde. Sinds 2019 is hij gezelschapslid van het Weense Burgtheater.

## Filmografie
| Jaar | Oorspronkelijke titel       | Rol                 | Opmerkingen |
| ---- | --------------------------- | ------------------- | ----------- |
| 2021 | Dürer                       |                     |             |
| 2022 | Im Westen nichts Neues      | Paul Bäumer         |             |
| 2023 | All the light we cannot see | Scharführer Schmidt |             |
| 2023 | Der Pass                    |                     |             |
| 2024 | Eden                        |                     |             |

- Bibsys: 1678650010269
- Gemeinsame Normdatei: 1219309680
- Library of Congress Control Number: no2023054019
- Système universitaire de documentation: 271233036
- Virtual International Authority File: 1532160245349052640008
- WorldCat: E39PBJd3TkmR9R6kwvC9PVdG73